# 우수실험실관리기준
우수실험실관리기준(Good Laboratory Practice:GLP)는 일관성, 신뢰성, 재현성, 품질 및 화학물질(의약품 포함)의 무결성을 보장하기 위해 연구 실험실 및 조직에 대한 관리 통제의 품질 시스템이다. 우수 실험실 운영기준 기준이라고도 한다. GLP는 1972년 뉴질랜드와 덴마크에서 처음 소개되었고, 1992년에 경제협력 개발기구(OECD) 원칙으로 전면적으로 도입되었다. OECD는 그 이후로 많은 국가들에 GLP를 공포하도록 도왔다.